# Bärenschinken
Der Bärenschinken ist eine Schinkenart, die aus Bärenfleisch hergestellt wird. Er kann als Vorspeise gereicht werden. Bärenschinken wird aus den Stotzen des Bären hergestellt und kann geräuchert oder auch luftgetrocknet werden. Er wird gekocht oder roh gegessen.
Bärenschinken ist in Russland, in einigen europäischen Ländern und US-Staaten üblich und wird auf die gleiche Weise wie Schweinefleisch-Schinken gepökelt. Alle Rezepte für Schweinefleischschinken sind für Bärenschinken geeignet.
Ein deutsch-amerikanisches Kochbuch von 1891 lieferte folgende Beschreibung: „Bärenschinken (Leg of Bear) wird wie der Wildschweinsbraten gebraten. Man macht jedoch mit einem scharfen Messer zolltiefe Einschnitte der Länge nach, in welche man je einige Tropfen Citronensaft hineinträufelt. Dazu wird eine Senf- oder warme Teufelssauce serviert. Er wird meist der Curiosität wegen zubereitet, eine Delicatesse ist er nicht.“